# К востоку от Гринвича
«К востоку от Гринвича» — первый студийный альбом российской рок-группы «Чебоза», выпущенный в 2004 году.
В 2004 году на Нашем радио состоялась премьера одного из треков будущего альбома — песни «Одиночество». В июле того же года группа выступает на очередном Нашествии, и уже 1 сентября 2004 в свет выходит записанный новым партнёром группы — Фирмой грамзаписи Никитин дебютный альбом «К Востоку от Гринвича». Премьера прошла в клубе «16 тонн» в Москве.

## Список композиций
1. «1000» — 3:37
2. «Одиночество» — 4:12
3. «Нарисую твои глаза» — 4:12
4. «Холод» — 3:03
5. «Закрой мне глаза» — 5:19
6. «Почему ты молчишь» — 2:36
7. «Тинто Брасс» — 2:58
8. «Надежнее любви» — 4:49
9. «Не колотись» — 3:53
10. «Время» — 3:24
11. «Т. П. К. М. О.» — 4:48